# إبراهيم حلمي العمر
إبراهيم حلمي العمر (1890-1942م) كاتب وصحفي عراقي.

## السيرة
ولد إبراهيم حلمي في بغداد بالكرخ في محلة سوق الجديد سنة 1890م، وهو في مقتبل العمر ولا يزال يتلقى تعليمه في مدارس بغداد، إختار الانخراط في مهنة الصحافة وأبرز مواهبه فيها، وكانت تحركات عمله بين مكاتب الصحف، وهو في المرحلة الإعدادية، وغالباً ما يترك المدرسة لغرض توفير مصاريف العيش. واصبح كاتباً معروفاً بين أصحاب الصحف آنذاك. وكان قبل الحرب العالمية الأولى يراسل عدداً من الصحف في مصر والشام، كتب في عدد من المجلات والجرائد منها: مجلة (لغة العرب) البغدادية، واللواء والمؤيد والمقتبس والمقتطف والأهرام وسواها. وانضم إلى جمعية (النادي الوطني) التي تأسست في بغداد عام 1912م، وانضم إلى (حزب العهد) السري الذي كان مقره في الإستانة وله فرعان في ولايتي (بغداد والموصل) وكان قد أسس قبل الحرب العالمية الأولى.

## بداية عمله
عمل محرراً في صحيفة (الرياض) الاسبوعية التي أصدرها عام 1910 الصحفي والأديب سليمان الدخيل وهو من أهالي القصيم في نجد جاء إلى بغداد وبقي فيها فترة طويلة. ثم اصدرا معاً مجلة (الحياة) في كانون الثاني عام 1912م، ومن يذكر انها صدرت عام 1910م.
```
وانتقد في مقالاته السياسة العثمانية، فتعرض إلى المضايقات والإهانة بسبب آراءه الجريئة، فوالي بغداد 
جاويد بك
 لم يتورع من جلده لمقالة كتبها ضد الاتحاديين،
[
7
]
 بعد ان جاء به إلى ردهة إستقباله وصار يضربه بعصاه على مرأى ومسمع من الناس، فهرب إبراهيم حلمي إلى سوريا.وكان والي سوريا 
جمال باشا السفاح
 أسوأ من والي بغداد، وكان إبراهيم حلمي من ضمن المجموعة التي صدر بحقهم حكم الإعدام، وقد نجا باعجوبه حيث توسط له جماعة من وجوه أهل الشام كان من بينهم 
محمد كرد علي
 صاحب جريدة (المقتبس)، وقيل بوساطة 
محمد صادق الأعرجي
 صاحب جريدة (الرصافة) الذي كانت له علاقة بجمال باشا، وقيل أطلق سراحه لمرض أصابه. لم يترك إبراهيم حلمي الصحافة، فعمل في جريدة (المقتبس) من خلال صاحبها محمد كرد علي، الذي ضمه إلى الجريدة وكان مراسلاً لها في بغداد. عاد العمر إلى بغداد عام 1913م، عمل محرراً في جريدة (النهضة) التي صدرت سنة 1913م، عقب إنعقاد 
مؤتمر باريس
 حول حقوق العرب في 
الدولة العثمانية
، وقد تم تغيير اسمها فيما بعد إلى جريدة (العراق) وكان صاحبها السياسي العراقي 
مزاحم الباجه جي
 وكانت قومية الإتجاه تطالب بحقوق العرب. فقامت السلطات العثمانية بتعطيل الجريدة، فهرب الباجه جي والعمر إلى 
البصرة
 لاجئين عند 
طالب النقيب
.
```

## اعتقاله
تعقبت السلطات العثمانية إبراهيم حلمي، وامرت بنفيه إلى تبليسي عاصمة جورجيا. وضبطاً لتاريخ نفيه لما ورد مختلفاً في بعض المصادر، ومما نسوقه تصحيحاً واستدراكاً ان السلطة أمرت بنفي العمر إلى مدينة تبليس، فكتب إلى صديقه أنستاس الكرملي يوم 16 تشرين الأول 1914م، ان يكتب إلى مطران الأرمن في تلك المدينة لمساعدته. ويبدوا ان إبراهيم حلمي العمر غادر إلى دمشق بعد عام 1915م، حيث انه كان متواجداً في بغداد سنة 1915م، ويعمل محرراً في جريدة (صدى الإسلام) وحسب ما ذكره الدكتور علي الوردي في كتابه لمحات اجتماعية من تاريخ العراق الحديث' فذكر التالي: في 19 آيار 1915م، وصل بغداد نور الدين بك ليتولى ولاية العراق وقيادة الجيش فيه، وقد أمر باغلاق جميع الصحف الموجودة ونفي أصحابها إلى أماكن نائية. وقرر إصدار جريدة خاصة بالحكومة لتكون قادرة على مصاولة جريدة (الأوقات البصرية) الإنكليزية.أطلق على الجريدة اسم (صدى الإسلام) وإنيطت إدارة سياستها برئيس بلدية بغداد رؤوف بك الجادرجي، وصار يساهم في تحريرها من الأتراك حكمت ثريا بك، ومن العرب إبراهيم حلمي العمر، وخيري الهنداوي، وعطا الخطيب، وعبد الرحمن البناء، وجميل صدقي الزهاوي، ومحمود الوادي وغيرهم. صدر العدد الأول من جريدة (صدى الإسلام) في 30 تموز 1915م.

## عمله في دمشق
وبعد دخول الجيش العربي إلى سوريا بقيادة الأمير فيصل بن الحسين عام 1920م، بقى إبراهيم العمر في دمشق وأصدر جريدة (لسان العرب) منفرداً، وشاركه بعد ذلك في تحريرها المؤرخ خير الدين الزركلي صاحب موسوعة الأعلام. واثناء تواجده في دمشق التقى المس بيل ويذكر مير بصري بكتابه أعلام الأدب في العراق الحديث فيقول: زارت المس بيل سوريا سنة 1920م، في أثناء حكم الأمير فيصل بن الحسين وقدمت إلى الحكومة البريطانية تقريراً سرياً عن الوضع والرجال الذين يضطلعون في حكم العراق وجلهم من الضباط العراقيين أمثال نوري السعيد، وياسين الهاشمي، وجعفر العسكري، ومولود مخلص، وناجي السويدي قالت: ان الصحفي إبراهيم حلمي العمر زارها مراراً وهو يصدر صحيفة اسمها (لسان العرب)، وقالت: ان معرفته باللغة العربية ممتازة، حتى الأب أنستاس الكرملي وهو خير حكم في هذا الموضوع، حاول استدراجه للمجيء إلى بغداد ليعاونه في تحرير الصحيفة العربية التي تصدرها الإدارة البريطانية، وقالت المس بيل: ان إبراهيم حلمي ميّال إلى بريطانيا فقد نشر في جريدته (لسان العرب) عدداً من المقالات المحبذة للإدارة البريطانية، وتفاوض معي عن إمكان انتشار جريدته لديها، وقال ان دعوته الصادرة من سوريا تكون أكثر نفوذاً مما لو كانت تصدر من مطبعة الحكومة في بغداد، وهو يأمل ان تعضد السلطات البريطانية في بغداد صحيفته إذا فكَّر بالعودة للعراق.

## عمله في بغداد
وعاد إبراهيم حلمي العمر إلى بلده العراق في 23 حزيران 1922م، بعد ان تغيرت الأوضاع في العراق، ونقل جريدته (لسان العرب) من دمشق إلى بغداد، وجعل عددها امتداداً لتلك الأعداد التي صدرت في دمشق وهو العدد (401). وكان يكتب افتتاحيتها باسلوب بارع ومشوق، حتى توقفها. فأصدر جريدة (المفيد) سنة 1922م، لتحل محل جريدة (لسان العرب)، فاندفعت في مسايرة الحركة الوطنية اندفاعاً مدهشا حتى إغلقت يوم 24 آب 1922م، من قبل المندوب السامي البريطاني ونفي صاحبها إلى جزيرة هنجام.
وكان حلمي قد كتب في افتتاحيتها مقالاً نارياً ونقدياً بعنوان:«سوق النخاسة في جنيف» وفي رواية أخرى ان عنوان المقالة «تسقط إنكلترا» إهتزت له الأندية السياسية، وسبب نشره للمقال جاء بسبب التظاهرة التي حصلت في 23 آب 1922م، والتي قام بها أعضاء الحزب (الوطني العراقي) وهم محمد جعفر أبو التمن، ومحمد مهدي البصير، وبهجت زينل، وعبد الغفور البدري، وحمدي الباجه جي، ومولود مخلص باشا، والشيخ أحمد الداود، وأعضاء حزب النهضة وهم: محمد أمين الجرجفجي، وأحمد الظاهر، وعبد الرسول كبة، وعبد الرزاق الازري، ومحمد حسن كبة، وقد طالبا بتوحيد مساعيهما بوحدة واستقلال العراق وتشكيل حكومة وطنية دستورية ومجلس تأسيسي، وكانت الجماهير تهتف (تسقط إنكلترا..يسقط الانتداب) ومر من قرب المظاهرة المندوب السامي البريطاني بيرسي كوكس الذي اصدر بعدها قراراً بتعطيل الصحيفة التي نشرت مقال (تسقط إنكلترا) والقبض على صاحبها وإبعاده مع أعضاء الحزبين إلى (جزيرة هنجام)، ويذكر رؤوف البحراني في مذكراته مع الذين ذكرنا وتم نفيهم أيضاً: حبيب الخيزران، وسامي خنده وأغلقت صحيفته (الرافدان)، وهروب عبد الغفور البدري، وإبراهيم حلمي العمر وأغلقت صحيفته (المفيد)، والإيعاز إلى كل من السيد محمد الصدر والشيخ محمد الخالصي بمغادرة العراق إلى إيران عن طريق خانقين مساء 29 آب 1922م.
فابعدوا جميعاً إلا إبراهيم العمر فقد اختفى عن الأنظار وفر إلى إيران. وبعد ان امضى سنتين في طهران عاد إلى بغداد. حاول إصدار (المفيد) ولكنه لم يفلح. فسعى صديقه الشاعر معروف الرصافي باستحصال امتياز بإصدار جريدة (الأمل) فعهد بتحريرها إليه إلى أن توقفت. فتقدم اليه رئيس تحرير جريدة (نداء الشعب) ليكون محرراً رئيساً فيها، وكانت لسان حال حزب الشعب الذي يتزعمه ياسين الهاشمي وكانت مقالات إبراهيم حلمي شديدة على حكومة عبد المحسن السعدون الثانية بسبب المعاهدة العراقية-البريطانية عام1926م، ثم توقفت هذه الجريدة.

وعندما جاءت حكومة السعدون الثالثة ترك إبراهيم حلمي العمل الصحافي لموقفه السابق مع السعدون. لكن رغم الموقف المتشنج تم تعيينه كاتباً من الدرجة الأولى في ديوان مجلس الوزراء، وعمل وكيل مدير الدعاية والنشر وقرأ النشرة الإخبارية الأولى للإذاعة العراقية ببثها التجريبي في الأول من تموز عام 1936م، ويقوم بأعمالها، حيث ان درجته في الراتب أعلى من مديرها حسين جميل. وانتقل للوظائف فاصبح مديراً للإذاعة، ثم مديراً للمطبوعات، حتى فصل عام 1940م، وقيل فصل عن عام 1941م. وقد ترك العمل في الصحافة بسبب القرار الذي أصدرته حكومة عبد المحسن السعدون بانه لا يمنح أي شخص لإصدار جريدة إلا إذا كان من حملة الشهادات العليا. ومع أن إبراهيم لم يكمل الإعدادية سحب منه امتياز جريدة (المفيد) مع إنه كان من خيرة الصحفيين العراقيين.

## آثاره
- جريدة النهضة (1913م).
- جريدة لسان العرب (1921م).
- جريدة المفيد (1922م).
- جريدة الشعب (1925م).
- جريدة الجديد (1926م).[16]
- الثورة الإيطالية (1913م).
- ساهم في تحرير الدليل الرسمي العراقي لسنة 1936م، ولسنة 1939م.

## وفاته
توفي إبراهيم حلمي العمر ببغداد في 12 كانون الثاني 1942م. وقد رثاه الشاعر إبراهيم أدهم الزهاوي عند وفاته ارتجالاً:
 وان مصاريف دفنه تكفلها السيد جميل المدفعي وأن نوري السعيد أعان عائلته بمبلغ (150) ديناراً. وكان قبل وفاته قد تبرع بسيارته القديمة التي اشتراها من علي جودت الأيوبي إلى المجاهدين في فلسطين.